# Diphthera elegans
Diphthera elegans là một loài bướm đêm trong họ Noctuidae.